# Бородин, Георгий Демьянович
Георгий Демьянович Бородин (1918—1998) — младший лейтенант Советской Армии, участник Великой Отечественной войны, Герой Советского Союза (1944).

## Биография
Георгий Бородин родился 26 декабря 1918 года в селе Ярлуково (ныне — Грязинский район Липецкой области) в крестьянской семье. После окончания восьми классов средней школы работал плотником строительно-монтажной конторы Воронежской области. В сентябре 1939 года Бородин был призван на службу в Рабоче-крестьянскую Красную Армию. Проходил службу стрелком охраны аэродромного имущества в 1-м скоростном бомбардировочном авиационном полку в Ростове-на-Дону, а с февраля 1941 года — в городе Лида Гродненской области Белорусской ССР.
С июня 1941 года — на фронтах Великой Отечественной войны. Прошёл путь от стрелка до командира взвода. Участвовал в боях на Западном, Воронежском и 1-м Украинском фронтах. В 1943 году вступил в ВКП(б). Во время боёв трижды был ранен и контужен. Участвовал в оборонительных боях в Белоруссии в 1941 году, Смоленском сражении, битве за Москву, боях на Дону, Острогожско-Россошанской и Белгородской операциях. К сентябрю 1943 года старший сержант Георгий Бородин командовал орудием 12-го истребительно-противотанкового артиллерийского полка 10-го танкового корпуса 40-й армии Воронежского фронта. Отличился во время битвы за Днепр.
29 сентября 1943 года, несмотря на вражеский огонь, переправился через Днепр в районе села Монастырёк Кагарлыкского района Киевской области Украинской ССР. 30 сентября на Букринском плацдарме он принял участие в отражении шести немецких контратак, в ходе которых уничтожил 2 танка, 2 автомашины, 4 пулемёта и более роты вражеских солдат и офицеров.
Участвовал в освобождении города Овруч, Ровно-Луцкой, Львовско-Сандомирской операциях, боях на Сандомирском плацдарме, Висло-Одерской операции, форсировании Одера, Пражской операции.
Указом Президиума Верховного Совета СССР от 16 мая 1944 года за «образцовое выполнение боевых заданий командования на фронте борьбы с немецко-фашистскими захватчиками и проявленные при этом мужество и героизм» старший сержант Георгий Бородин был удостоен высокого звания Героя Советского Союза с вручением ордена Ленина и медали «Золотая Звезда» за номером 8033.
В 1946 году Бородин окончил второе Киевское самоходное артиллерийское училище имени Фрунзе, после чего был командиром самоходной установки в Киевском военном округе. В 1948 году в звании младшего лейтенанта был уволен в запас. Окончил партийную школу при ЦК КПУ, в 1964 году — техникум железнодорожного транспорта, после чего работал инструктором вагонного участка Киев-Пассажирский Юго-Западной железной дороги. Проживал в Киеве, умер 31 августа 1998 года, похоронен на киевском кладбище «Берковцы».
Был также награждён орденом Красного Знамени, двумя орденами Отечественной войны 1-й степени, орденами Отечественной войны 2-й степени и Славы 3-й степени, а также рядом медалей. Почётный железнодорожник.